# Mistrzostwa Europy w Pływaniu na krótkim basenie 1998
Szóste Mistrzostwa Europy w pływaniu na krótkim basenie odbyły się w dniach 11–13 grudnia 1998 roku w Sheffield (Wielka Brytania).

## Rezultaty mężczyzn

### 50 m stylem dowolnym
| Medal | Zawodnik                  | Państwo         | Czas     |
| ----- | ------------------------- | --------------- | -------- |
|       | Mark Foster               | Wielka Brytania | 21,31 WR |
|       | Mark Veens                | Holandia        | 21,79    |
|       | Pieter van den Hoogenband | Holandia        | 21,87    |

### 100 m stylem dowolnym
| Medal | Zawodnik                  | Państwo  | Czas  |
| ----- | ------------------------- | -------- | ----- |
|       | Lars Frölander            | Szwecja  | 47,54 |
|       | Pieter van den Hoogenband | Holandia | 47,68 |
|       | Mark Veens                | Holandia | 47,97 |

### 200 m stylem dowolnym
| Medal | Zawodnik                  | Państwo  | Czas    |
| ----- | ------------------------- | -------- | ------- |
|       | Pieter van den Hoogenband | Holandia | 1:44,00 |
|       | Massimiliano Rosolino     | Włochy   | 1:44,92 |
|       | Jacob Carstensen          | Dania    | 1:45,55 |

### 400 m stylem dowolnym
| Medal | Zawodnik              | Państwo | Czas       |
| ----- | --------------------- | ------- | ---------- |
|       | Emiliano Brembilla    | Włochy  | 3:40,45 ER |
|       | Massimiliano Rosolino | Włochy  | 3:42,87    |
|       | Jacob Carstensen      | Dania   | 3:44,56    |

### 1500 m stylem dowolnym
| Medal | Zawodnik           | Państwo         | Czas     |
| ----- | ------------------ | --------------- | -------- |
|       | Graeme Smith       | Wielka Brytania | 14:42,29 |
|       | Ihor Snitko        | Ukraina         | 14:51,70 |
|       | Emiliano Brembilla | Włochy          | 14:53,45 |

### 50 m stylem grzbietowym
| Medal | Zawodnik        | Państwo | Czas     |
| ----- | --------------- | ------- | -------- |
|       | Thomas Rupprath | Niemcy  | 24,13 WR |
|       | Stev Theloke    | Niemcy  | 24,66    |
|       | Daniel Carlsson | Szwecja | 24,67    |

### 100 m stylem grzbietowym
| Medal | Zawodnik           | Państwo | Czas  |
| ----- | ------------------ | ------- | ----- |
|       | Stev Theloke       | Niemcy  | 52,71 |
|       | Darius Grigalionis | Litwa   | 53,41 |
|       | Eithan Urbach      | Izrael  | 53,64 |

### 200 m stylem grzbietowym
| Medal | Zawodnik      | Państwo         | Czas    |
| ----- | ------------- | --------------- | ------- |
|       | Örn Arnarson  | Islandia        | 1:55,16 |
|       | Adam Ruckwood | Wielka Brytania | 1:55,34 |
|       | Jorge Sánchez | Hiszpania       | 1:55,78 |

### 50 m stylem klasycznym
| Medal | Zawodnik             | Państwo | Czas     |
| ----- | -------------------- | ------- | -------- |
|       | Mark Warnecke        | Niemcy  | 26,70 WR |
|       | Patrik Isaksson      | Szwecja | 27,21    |
|       | Patrick Schmollinger | Austria | 27,60    |

### 100 m stylem klasycznym
| Medal | Zawodnik        | Państwo | Czas  |
| ----- | --------------- | ------- | ----- |
|       | Patrik Isaksson | Szwecja | 59,22 |
|       | Mark Warnecke   | Niemcy  | 59,77 |
|       | Jens Kruppa     | Niemcy  | 59,89 |

### 200 m stylem klasycznym
| Medal | Zawodnik          | Państwo         | Czas    |
| ----- | ----------------- | --------------- | ------- |
|       | Adam Whitehead    | Wielka Brytania | 2:08,54 |
|       | Stephan Perrot    | Francja         | 2:09,41 |
|       | Maxim Podoprigora | Austria         | 2:10,09 |

### 50 m stylem motylkowym
| Medal | Zawodnik        | Państwo         | Czas     |
| ----- | --------------- | --------------- | -------- |
|       | Miloš Milošević | Chorwacja       | 23,30 WR |
|       | Mark Foster     | Wielka Brytania | 23,34    |
|       | Lars Frölander  | Szwecja         | 23,48    |

### 100 m stylem motylkowym
| Medal | Zawodnik        | Państwo         | Czas     |
| ----- | --------------- | --------------- | -------- |
|       | James Hickman   | Wielka Brytania | 51,04 WR |
|       | Lars Frölander  | Szwecja         | 51,11    |
|       | Denys Syłantiew | Ukraina         | 51,87    |

### 200 m stylem motylkowym
| Medal | Zawodnik        | Państwo         | Czas    |
| ----- | --------------- | --------------- | ------- |
|       | James Hickman   | Wielka Brytania | 1:52,96 |
|       | Denys Syłantiew | Ukraina         | 1:54,13 |
|       | Thomas Rupprath | Niemcy          | 1:54,99 |

### 100 m stylem zmiennym
| Medal | Zawodnik      | Państwo         | Czas  |
| ----- | ------------- | --------------- | ----- |
|       | Jani Sievinen | Finlandia       | 53,64 |
|       | Jens Kruppa   | Niemcy          | 54,00 |
|       | James Hickman | Wielka Brytania | 54,45 |

### 200 m stylem zmiennym
| Medal | Zawodnik      | Państwo         | Czas    |
| ----- | ------------- | --------------- | ------- |
|       | James Hickman | Wielka Brytania | 1:56,36 |
|       | Marcel Wouda  | Holandia        | 1:56,51 |
|       | Jani Sievinen | Finlandia       | 1:57,14 |

### 400 m stylem zmiennym
| Medal | Zawodnik         | Państwo   | Czas    |
| ----- | ---------------- | --------- | ------- |
|       | Marcel Wouda     | Holandia  | 4:07,70 |
|       | Frederik Hviid   | Hiszpania | 4:12,13 |
|       | Christian Keller | Niemcy    | 4:12,56 |

### 4×50m stylem dowolnym (sztafeta)
| Medal | Zawodnik                                                           | Państwo         | Czas        |
| ----- | ------------------------------------------------------------------ | --------------- | ----------- |
|       | Mark Veens Johan Kenkhuis Stefan Aartsen Pieter van den Hoogenband | Holandia        | 1:26,99 WBT |
|       | Mark Foster James Hickman Simon Handley Sion Brinn                 | Wielka Brytania | 1:27,74     |
|       | Stephan Kunzelmann Lars Conrad Alexander Lüderitz Carsten Dehmlow  | Niemcy          | 1:28,01     |

### 4×50m stylem zmiennym (sztafeta)
| Medal                                                        | Zawodnik                                                            | Państwo         | Czas        |
| ------------------------------------------------------------ | ------------------------------------------------------------------- | --------------- | ----------- |
|                                                              | Thomas Rupprath Mark Warnecke Alexander Lüderitz Stephan Kunzelmann | Niemcy          | 1:35,51 WBT |
| Daniel Carlsson Patrik Isaksson Jonas Åkesson Lars Frölander | Szwecja                                                             |                 | 1:35,51 WBT |
|                                                              | James Hickman Darren Mew Mark Foster Sion Brinn                     | Wielka Brytania | 1:36,11     |

## Rezultaty kobiet

### 50 m stylem dowolnym
| Medal | Zawodniczka     | Państwo         | Czas     |
| ----- | --------------- | --------------- | -------- |
|       | Inge de Bruijn  | Holandia        | 24,41 ER |
|       | Katrin Meissner | Niemcy          | 24,79    |
|       | Sue Rolph       | Wielka Brytania | 24,80    |

### 100 m stylem dowolnym
| Medal | Zawodniczka       | Państwo         | Czas  |
| ----- | ----------------- | --------------- | ----- |
|       | Sue Rolph         | Wielka Brytania | 53,84 |
|       | Martina Moravcová | Słowacja        | 53,93 |
|       | Louise Jöhncke    | Szwecja         | 53,97 |

### 200 m stylem dowolnym
| Medal | Zawodniczka           | Państwo  | Czas       |
| ----- | --------------------- | -------- | ---------- |
|       | Martina Moravcová     | Słowacja | 1:55,12 ER |
|       | Franziska van Almsick | Niemcy   | 1:57,05    |
|       | Louise Jöhncke        | Szwecja  | 1:57,39    |

### 400 m stylem dowolnym
| Medal | Zawodniczka  | Państwo         | Czas    |
| ----- | ------------ | --------------- | ------- |
|       | Carla Geurts | Holandia        | 4:08,05 |
|       | Vicki Horner | Wielka Brytania | 4:09,02 |
|       | Karen Legg   | Wielka Brytania | 4:09,66 |

### 800 m stylem dowolnym
| Medal | Zawodniczka      | Państwo         | Czas    |
| ----- | ---------------- | --------------- | ------- |
|       | Flavia Rigamonti | Szwajcaria      | 8:27,85 |
|       | Carla Geurts     | Holandia        | 8:29,20 |
|       | Sarah Collings   | Wielka Brytania | 8:33,70 |

### 50 m stylem grzbietowym
| Medal | Zawodniczka       | Państwo | Czas     |
| ----- | ----------------- | ------- | -------- |
|       | Sandra Völker     | Niemcy  | 27,27 WR |
|       | Therese Alshammar | Szwecja | 28,46    |
|       | Alena Nývltová    | Czechy  | 28,47    |

### 100 m stylem grzbietowym
| Medal | Zawodniczka        | Państwo | Czas    |
| ----- | ------------------ | ------- | ------- |
|       | Sandra Völker      | Niemcy  | 59,84   |
|       | Antje Buschschulte | Niemcy  | 59,97   |
|       | Alena Nývltová     | Czechy  | 1:00,40 |

### 200 m stylem grzbietowym
| Medal | Zawodniczka        | Państwo         | Czas    |
| ----- | ------------------ | --------------- | ------- |
|       | Antje Buschschulte | Niemcy          | 2:07,31 |
|       | Helen Don-Duncan   | Wielka Brytania | 2:09,83 |
|       | Julija Fomienko    | Rosja           | 2:10,38 |

### 50 m stylem klasycznym
| Medal | Zawodniczka    | Państwo         | Czas  |
| ----- | -------------- | --------------- | ----- |
|       | Silvia Gerasch | Niemcy          | 31,43 |
|       | Vera Lischka   | Austria         | 31,61 |
|       | Jaime King     | Wielka Brytania | 31,69 |

### 100 m stylem klasycznym
| Medal         | Zawodniczka         | Państwo | Czas    |
| ------------- | ------------------- | ------- | ------- |
|               | Brigitte Becue      | Belgia  | 1:07,71 |
| Alicja Pęczak | Polska              | 1:07,71 |         |
|               | Switłana Bondarenko | Ukraina | 1:07,86 |

### 200 m stylem klasycznym
| Medal | Zawodniczka     | Państwo   | Czas    |
| ----- | --------------- | --------- | ------- |
|       | Alicja Pęczak   | Polska    | 2:25,18 |
|       | Lourdes Becerra | Hiszpania | 2:26,13 |
|       | Anne Poleska    | Niemcy    | 2:26,21 |

### 50 m stylem motylkowym
| Medal | Zawodniczka           | Państwo  | Czas     |
| ----- | --------------------- | -------- | -------- |
|       | Inge de Bruijn        | Holandia | 26,09 ER |
|       | Anna-Karin Kammerling | Szwecja  | 26,30    |
|       | Johanna Sjöberg       | Szwecja  | 26,76    |

### 100 m stylem motylkowym
| Medal | Zawodniczka       | Państwo  | Czas     |
| ----- | ----------------- | -------- | -------- |
|       | Martina Moravcová | Słowacja | 57,72 ER |
|       | Johanna Sjöberg   | Szwecja  | 58,17    |
|       | Inge de Bruijn    | Holandia | 58,47    |

### 200 m stylem motylkowym
| Medal | Zawodniczka     | Państwo | Czas    |
| ----- | --------------- | ------- | ------- |
|       | Sophia Skou     | Dania   | 2:07,68 |
|       | Mette Jacobsen  | Dania   | 2:07,92 |
|       | Johanna Sjöberg | Szwecja | 2:08,21 |

### 100 m stylem zmiennym
| Medal | Zawodniczka       | Państwo         | Czas       |
| ----- | ----------------- | --------------- | ---------- |
|       | Martina Moravcová | Słowacja        | 1:00,43 WR |
|       | Nataša Kejžar     | Słowenia        | 1:02,26    |
|       | Sue Rolph         | Wielka Brytania | 1:02,39    |

### 200 m stylem zmiennym
| Medal | Zawodniczka   | Państwo         | Czas    |
| ----- | ------------- | --------------- | ------- |
|       | Alicja Pęczak | Polska          | 2:12,05 |
|       | Nicole Hetzer | Niemcy          | 2:13,05 |
|       | Sue Rolph     | Wielka Brytania | 2:13,19 |

### 400 m stylem zmiennym
| Medal | Zawodniczka     | Państwo   | Czas    |
| ----- | --------------- | --------- | ------- |
|       | Hana Černá      | Czechy    | 4:36,03 |
|       | Nicole Hetzer   | Niemcy    | 4:36,37 |
|       | Lourdes Becerra | Hiszpania | 4:39,56 |

### 4×50m stylem dowolnym (sztafeta)
| Medal | Zawodniczka                                                  | Państwo         | Czas        |
| ----- | ------------------------------------------------------------ | --------------- | ----------- |
|       | Katrin Meissner Simone Osygus Marianne Hinners Sandra Völker | Niemcy          | 1:39,56 WBT |
|       | Angela Postma Nienke Valen Wilma van Hofwegen Inge de Bruijn | Holandia        | 1:40,05     |
|       | Alison Sheppard Claire Huddart Karen Pickering Sue Rolph     | Wielka Brytania | 1:40,11     |

### 4×50m stylem zmiennym (sztafeta)
| Medal | Zawodniczka                                                           | Państwo  | Czas        |
| ----- | --------------------------------------------------------------------- | -------- | ----------- |
|       | Sandra Völker Sylvia Gerasch Franziska van Almsick Katrin Meissner    | Niemcy   | 1:50,13 WBT |
|       | Therese Alshammar Maria Östling Johanna Sjöberg Anna-Karin Kammerling | Szwecja  | 1:50,84     |
|       | Brenda Starink Madelon Baans Inge de Bruijn Angela Postma             | Holandia | 1:51,01     |

## Klucz
- WR = Rekord świata
- ER = Rekord Europy
- WBT = Najlepszy czas na świecie*

* Nieoficjalny rekord świata, Światowa Federacja w Pływaniu FINA nieuznawała rekordu na dystansie 4 × 50 m w sztafecie

## Tabela medalowa
| Miejsce | Państwo         | ZŁOTO | SREBRO | BRĄZ | Razem |
| ------- | --------------- | ----- | ------ | ---- | ----- |
| 1.      | Niemcy          | 10    | 8      | 5    | 23    |
| 2.      | Wielka Brytania | 7     | 5      | 9    | 21    |
| 3.      | Holandia        | 6     | 5      | 4    | 15    |
| 4.      | Szwecja         | 3     | 6      | 6    | 15    |
| 5.      | Słowacja        | 3     | 1      | 0    | 4     |
| 6.      | Polska          | 3     | 0      | 0    | 3     |
| 7.      | Włochy          | 1     | 2      | 1    | 4     |
| 8.      | Dania           | 1     | 1      | 2    | 4     |
| 9.      | Czechy          | 1     | 0      | 2    | 3     |
| 10.     | Finlandia       | 1     | 0      | 1    | 2     |
| 11.     | Belgia          | 1     | 0      | 0    | 1     |
| –       | Chorwacja       | 1     | 0      | 0    | 1     |
| –       | Islandia        | 1     | 0      | 0    | 1     |
| –       | Szwajcaria      | 1     | 0      | 0    | 1     |
| 15.     | Hiszpania       | 0     | 2      | 2    | 4     |
| –       | Ukraina         | 0     | 2      | 2    | 4     |
| 17.     | Austria         | 0     | 1      | 2    | 3     |
| 18.     | Francja         | 0     | 1      | 0    | 1     |
| –       | Litwa           | 0     | 1      | 0    | 1     |
| –       | Słowenia        | 0     | 1      | 0    | 1     |
| 21.     | Izrael          | 0     | 0      | 1    | 1     |
| –       | Rosja           | 0     | 0      | 1    | 1     |
|         | Razem           | 40    | 36     | 38   | 114   |